# Izdebno-Kolonia (województwo lubelskie)
Izdebno-Kolonia – kolonia w Polsce położona w województwie lubelskim, w powiecie świdnickim, w gminie Rybczewice.
W latach 1975–1998 miejscowość administracyjnie należała do ówczesnego województwa lubelskiego.
Kolonia jest sołectwem w gminie Rybczewice. Według Narodowego Spisu Powszechnego z roku 2011 kolonia liczyła 185 mieszkańców.